# Lucianaphora folgaraitae
Lucianaphora folgaraitae är en tvåvingeart som beskrevs av Ronald Henry Lambert Disney 2008. Lucianaphora folgaraitae ingår i släktet Lucianaphora och familjen puckelflugor. Inga underarter finns listade i Catalogue of Life.